# Новоганнівка (Кам'янський район)
Новога́ннівка — село в Україні, у Вільногірській міській громаді Кам'янського району Дніпропетровської області. Населення за переписом 2001 року складало 14 осіб. 

## Географія
Село Новоганнівка знаходиться на автомобільній дорозі Т 0423 на відстані 1 км від сіл Мотронівка, Соколове і Райдужне. По селу протікає висихний струмок з загатою.

## Населення

### Мова
Розподіл населення за рідною мовою за даними перепису 2001 року:
| Мова       | Кількість | Відсоток |
| ---------- | --------- | -------- |
| українська | 12        | 85.72%   |
| російська  | 1         | 7.14%    |
| білоруська | 1         | 7.14%    |
| Усього     | 14        | 100%     |